# Бакъу (окръг)
Окръг Бакъу e окръг в историческата област Молдова в Румъния. Площта му е 6621 квадратни километра, а населението – 580 912 души (по приблизителна оценка от януари 2020 г.).
Градове:
- Бакъу
- Онещ
- Команещи
- Мойнещи
- Бухуш
- Дарманещи
- Търгу Окна
- Сланик Молдова